# Episyrphus circularis
Episyrphus circularis är en tvåvingeart som först beskrevs av Hull 1941.  Episyrphus circularis ingår i släktet flyttblomflugor, och familjen blomflugor. Inga underarter finns listade i Catalogue of Life.